# Ibahernando
Ibahernando è un comune spagnolo di 681 abitanti situato nella comunità autonoma dell'Estremadura.
Qua è nato lo scrittore Javier Cercas.